# 伍爾諾山
76°56′S 161°19′E / 76.933°S 161.317°E
伍爾諾山是南極洲的山峰，位於維多利亞地的麥基冰川北岸，處於莫里森山和格蘭山之間，海拔高度超過1,400米，由英國探險隊繪入地圖，以該國地質學家命名。